# Maserati Tipo 420/M/58/Eldorado
La Tipo 420/M/58 Eldorado  è una autovettura monoposto da competizione costruita dalla Maserati dal 1958 al 1959.

## Il contesto
Fu la prima rilevante vettura da competizione italiana ad essere pubblicizzata da un'azienda esterna al mondo dell'automobilismo, la Eldorado, società che commercializzava gelati. Fu progettata e costruita per partecipare alla 500 Miglia di Monza del 1958. Il telaio era tubolare, ed era basato su quello della 250F, mentre le sospensioni anteriori erano quelle montate sulla 450S, cioè un ammortizzatore telescopico a destra ed uno a leva a sinistra. Il motore era un V8 a corsa particolarmente corta, montato a lato di 90 mm rispetto all'asse longitudinale della vettura.

## Le competizioni

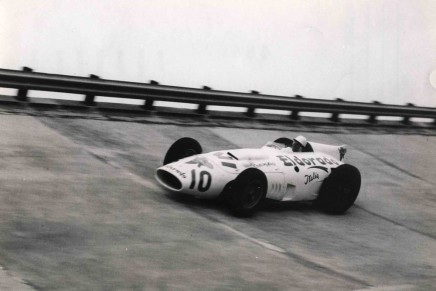
Stirling Moss sulla Maserati Tipo 420 alla 500 Miglia di Monza 1958

Nella 500 Miglia di Monza del 1958, la sua prima gara, era guidata da Stirling Moss, e conseguì buoni risultati nelle prime due sessioni. Nella terza, al 40º giro, lo sterzo si ruppe e la vettura uscì dal tracciato a 260 km/h. Moss ebbe la meglio, e gli fu riconosciuto il settimo posto. Il modello prese parte anche alla 500 Miglia di Indianapolis del 1959, ma problemi all'alimentazione preclusero la partecipazione alla gara, dopo aver preso parte alle qualifiche.

## Caratteristiche tecniche
Il motore era un V8 a 90°, con una cilindrata di 4190,4 cm³. L'alesaggio e la corsa erano rispettivamente di 93,8 e 75,8 mm. Aveva un rapporto di compressione di 12:1. Il propulsore erogava una potenza massima di 410 CV a 8000 giri al minuto.
L'accensione era doppia con magneti di marca Marelli. L'alimentazione era ad aspirazione libera, cioè non sovralimentata, fornita da quattro carburatori di marca Weber e modello 46 IDM. La distribuzione era a due valvole per cilindro e doppio albero a camme in testa per bancata. La lubrificazione era forzata con pompe di mandata e recupero. Il sistema di reffreddamento era a circolazione d’acqua con pompe centrifughe.
Le ruote erano a disco Halibrand, mentre i freni erano a tamburo sulle stesse con comando idraulico. Le sospensioni erano formate da molle elicoidali e ammortizzatori idraulici; quelle posteriori erano costituite da Ponte De Dion, balestra trasversale e doppi ammortizzatori idraulici. Lo sterzo era a vite senza fine e settore dentato. La trasmissione era composta da un cambio a due rapporti più la retromarcia al retrotreno senza differenziale, poiché era stata progettata per girare negli ovali, dove le curve non inficiavano l'effetto di leggero slittamento provocato dalla differenza di giri tra la ruota esterna e quella interna..
La carrozzeria era monoposto in alluminio, mentre il telaio era tubolare a traliccio.
La "Tipo 420/M/58 Eldorado" raggiungeva la velocità massima di 350 km/h.